# لاله واژگون (گیاه)
لاله واژگون، لاله سرنگون، گل نگین (نام علمی: Fritillaria imperialis) یکی از گونه‌های جنس لاله واژگون است.

## نگارخانه

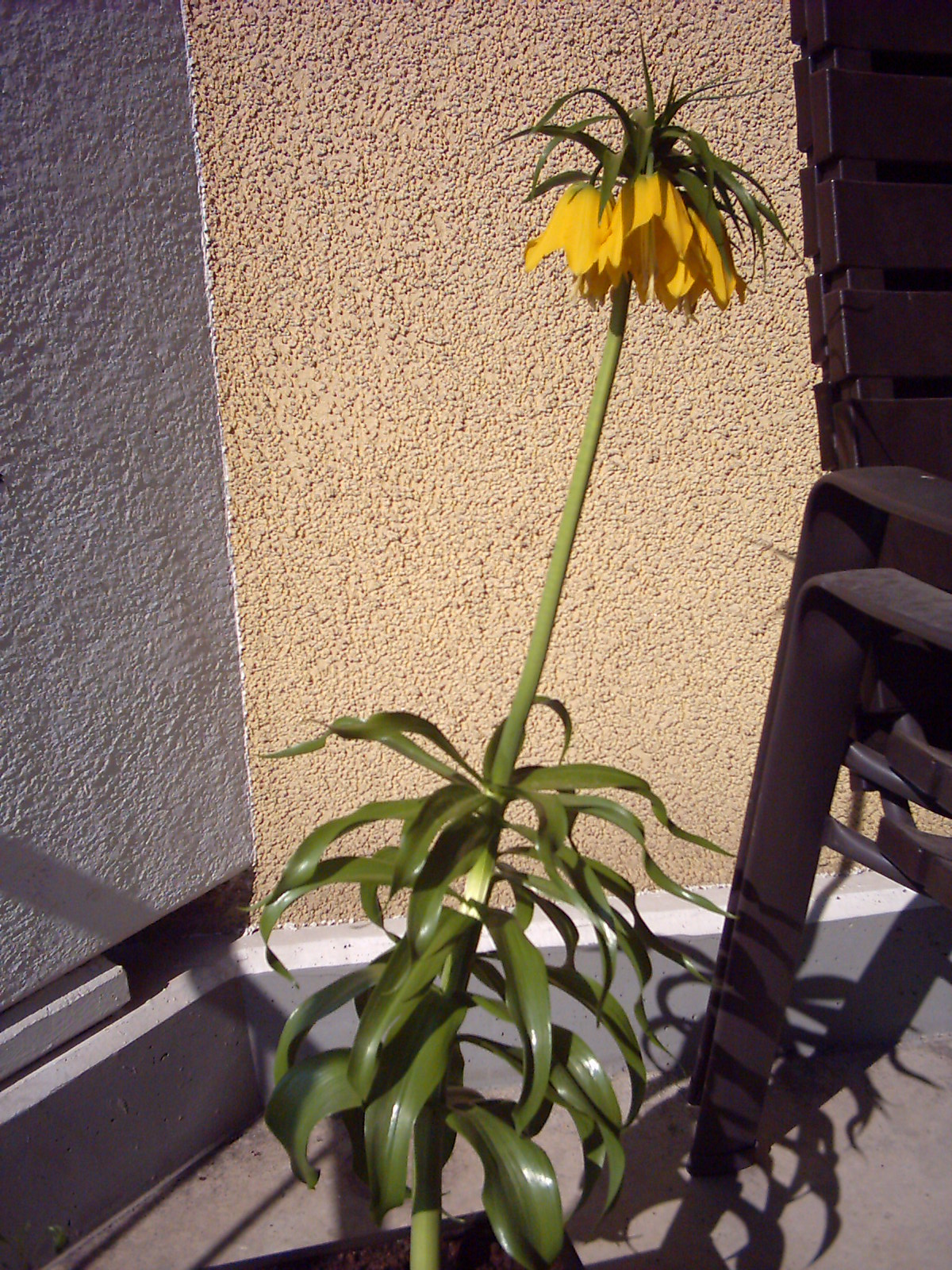
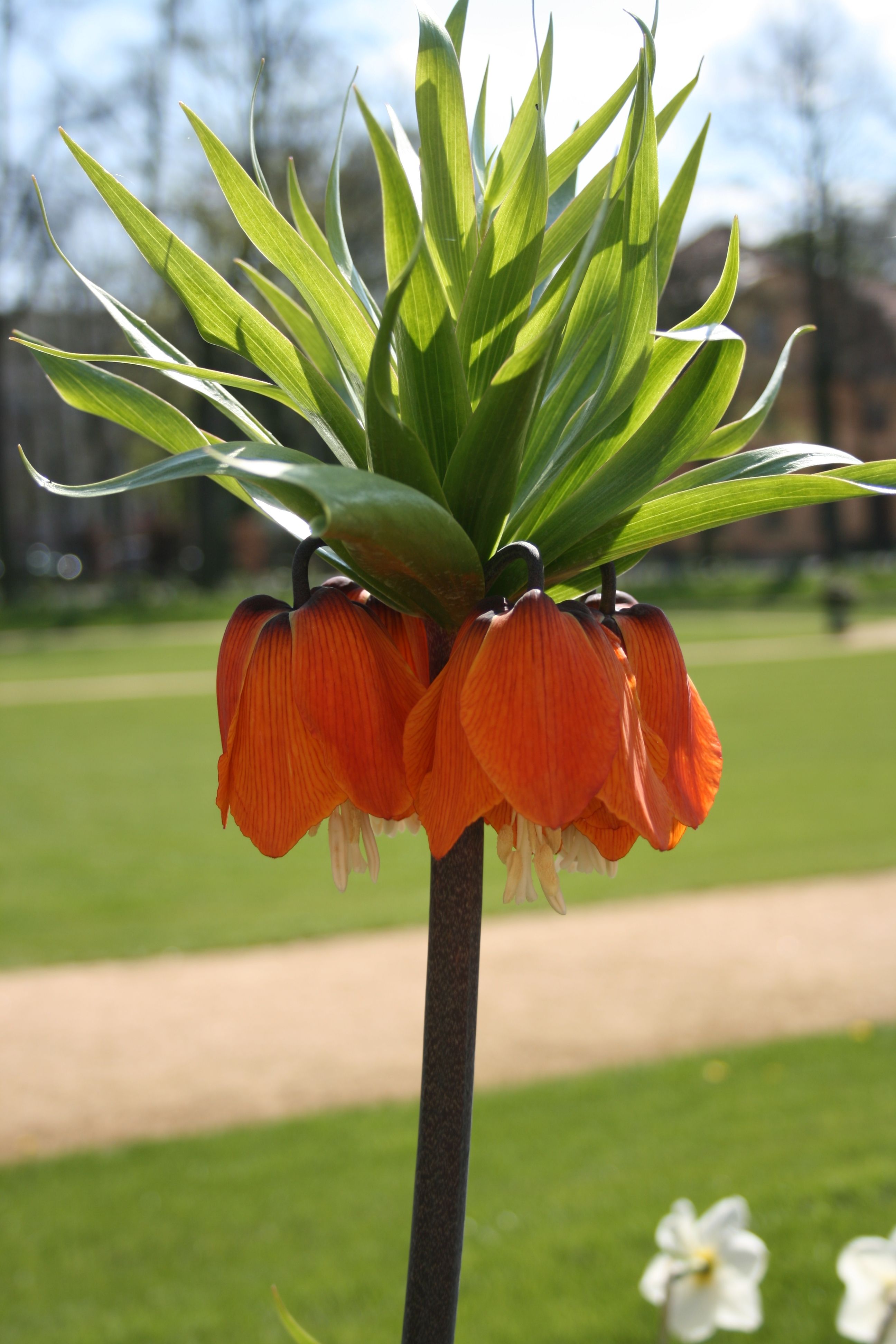
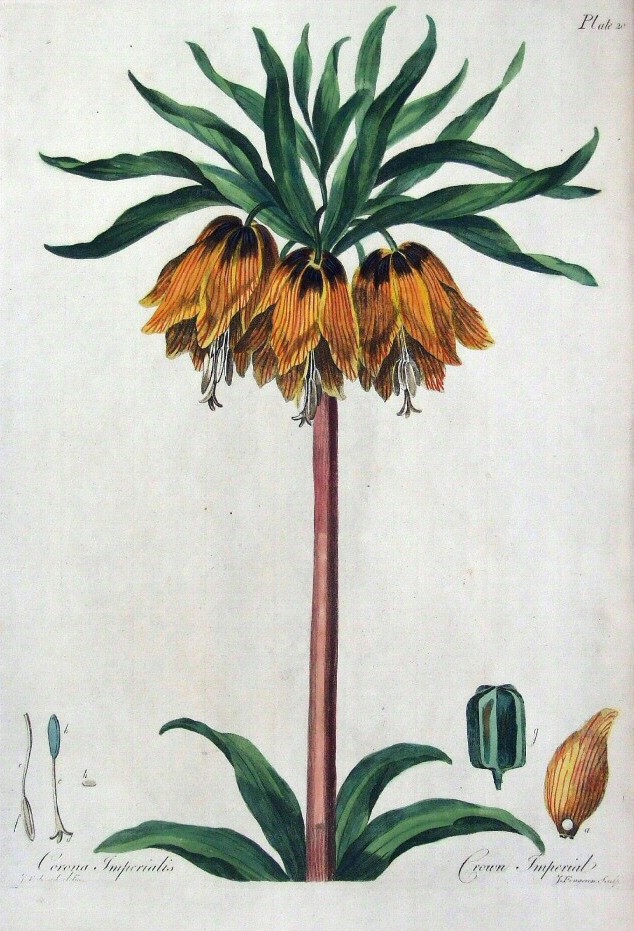
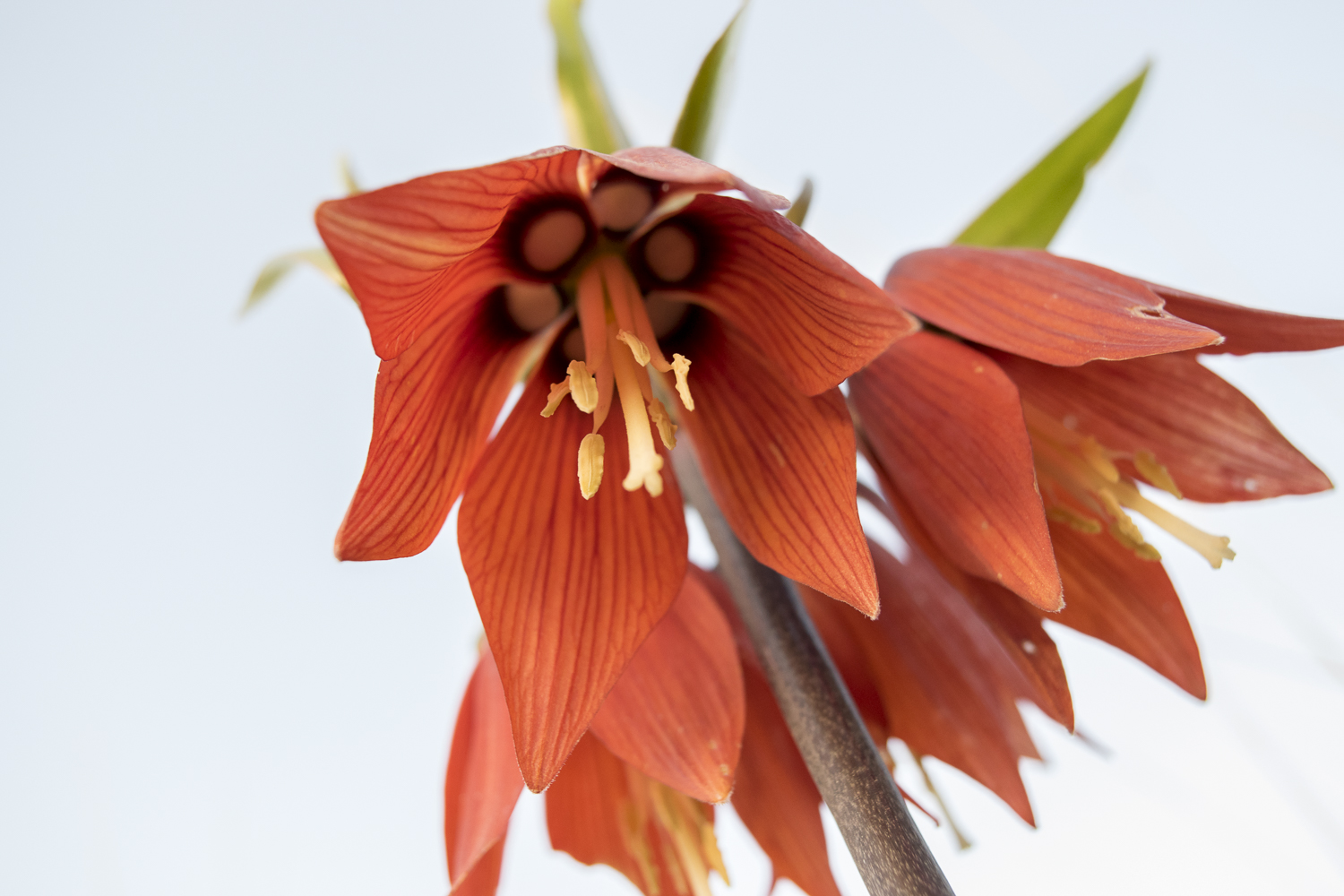
Fritillaria imperialis at Khansar, Iran